# ヤーコプ・オフテルフェルト
ヤーコプ・ルーカスゾーン・オフテルフェルト（Jacob Lucasz. Ochtervelt、1634年2月 – 1682年5月1日）は、オランダの画家である。

## 略歴
ロッテルダムで生まれた。ハールレムのニコラース・ベルヘム(1620-1683)の工房で働き、ピーテル・デ・ホーホ(1629-1684)にも学んだ 。1655年にロッテルダムで結婚し、1674年までロッテルダムで働き、ロッテルダムの画家、ルドルフ・デ・ヨンフ(1616-1679)の弟子であったとされる。1672年にオランダがフランス軍の侵攻を受けた後の1674年に、アムステルダムに移り、アムステルダムで働いた。1682年にアムステルダムで没した。
ヨハネス・フェルメール(1632-1675)やヘラルト・テル・ボルフ(1617-1681)らと同時代の画家で、室内の女性や音楽家という題材で100点余りの風俗画の作品を残したが、アンドレ・フェリビアン(André Félibien)やヨアヒム・フォン・ザンドラルト、ロジェ・ド・ピール(Roger de Piles)といった17世紀の著名な美術史家たちの著書には取り上げられていない 。18世紀初めに画家の伝記を出版したアルノルト・ホウブラーケンはオフテルフェルトに言及しているが、技術に対して批判的な記述もある。19世紀初めに人物事典も編纂したファン・デル・アー(Abraham Jacob van der Aa)は、同時代の画家のヘラルト・テル・ボルフ(1617-1681)やハブリエル・メツー(1629-1667)とスタイルが共通していると指摘している。

## 作品

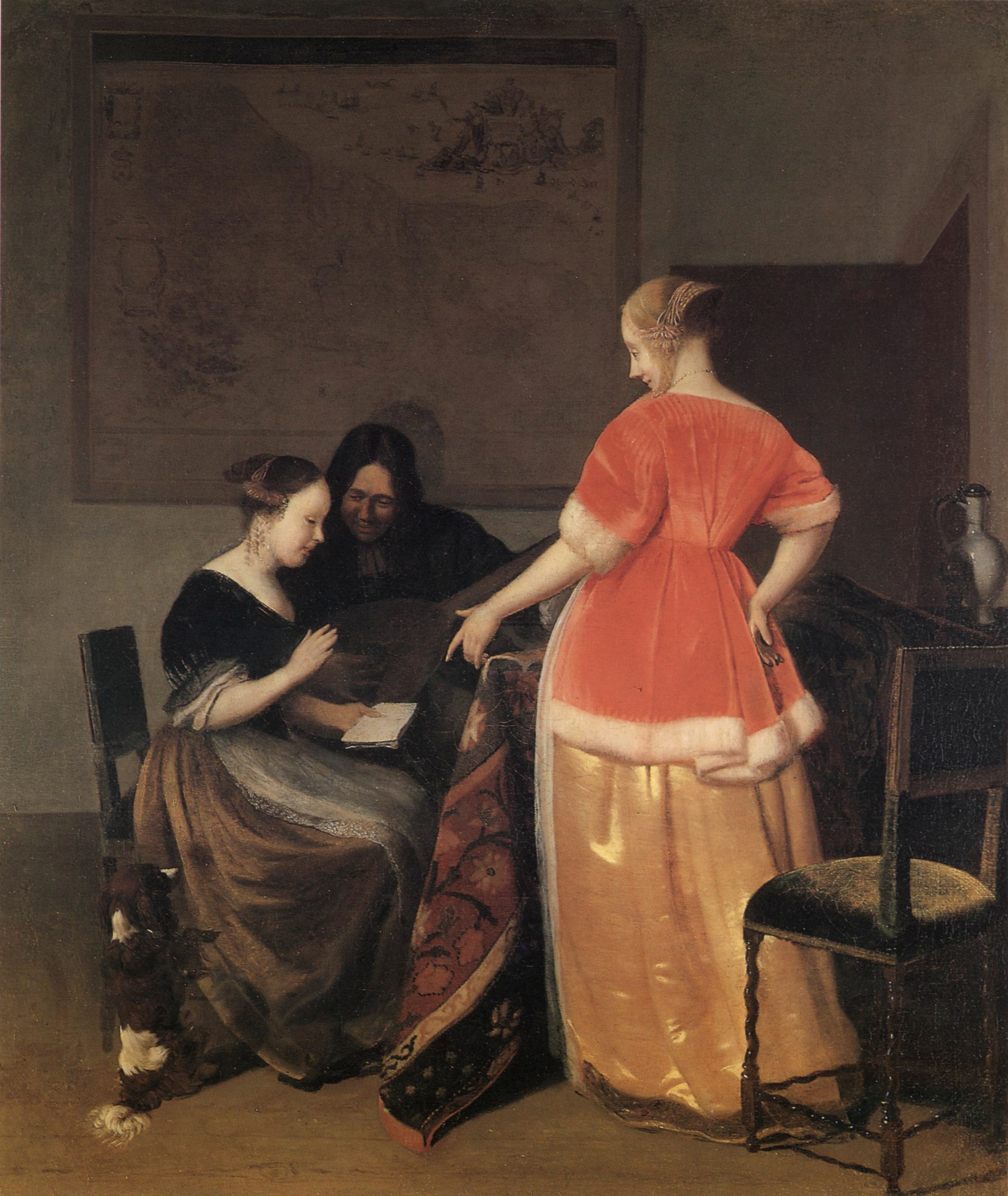
音楽を奏でるカップルを見る女性　(c.1667) Reiss Engelhorn Museum
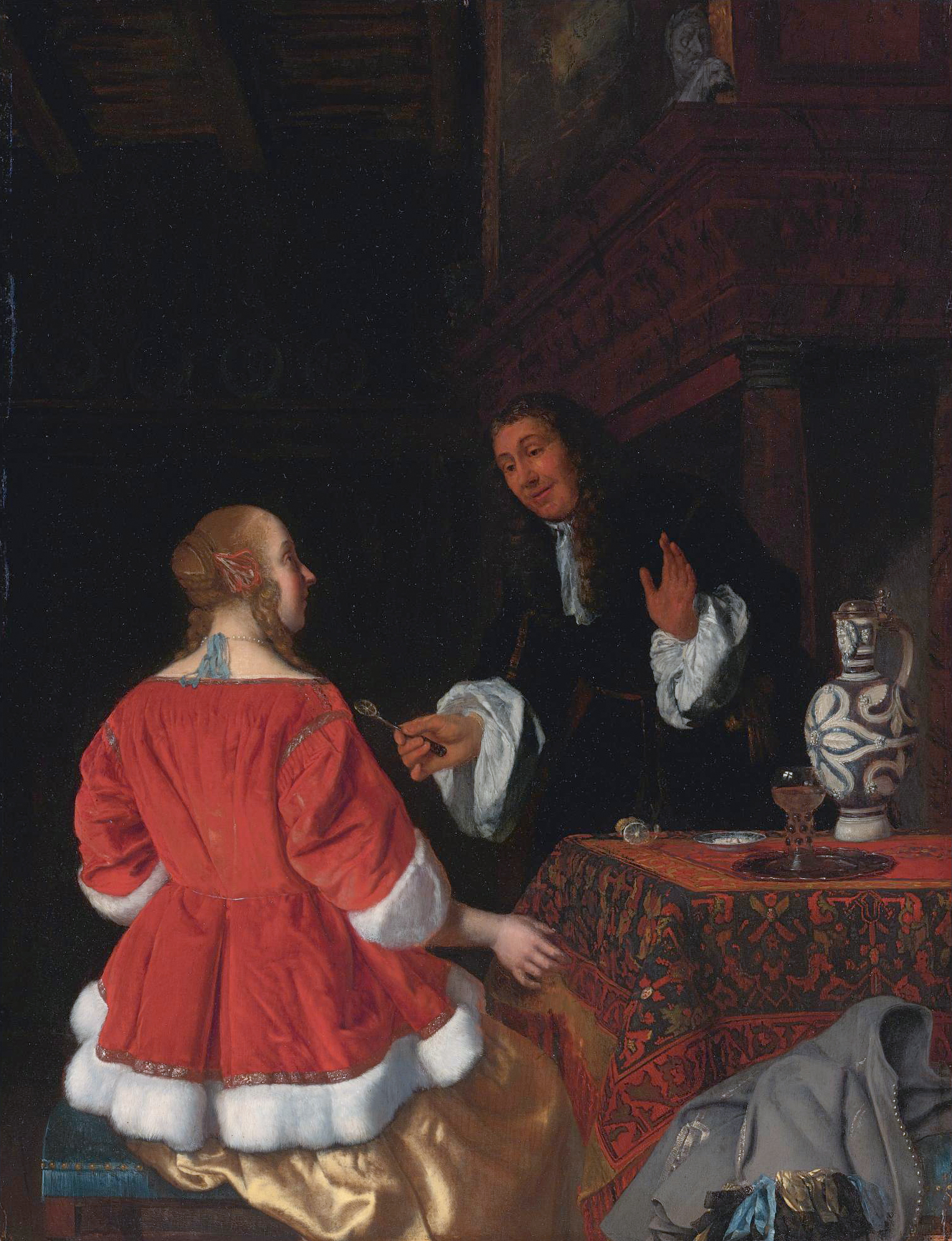
"The lemon slice" (c.1667)
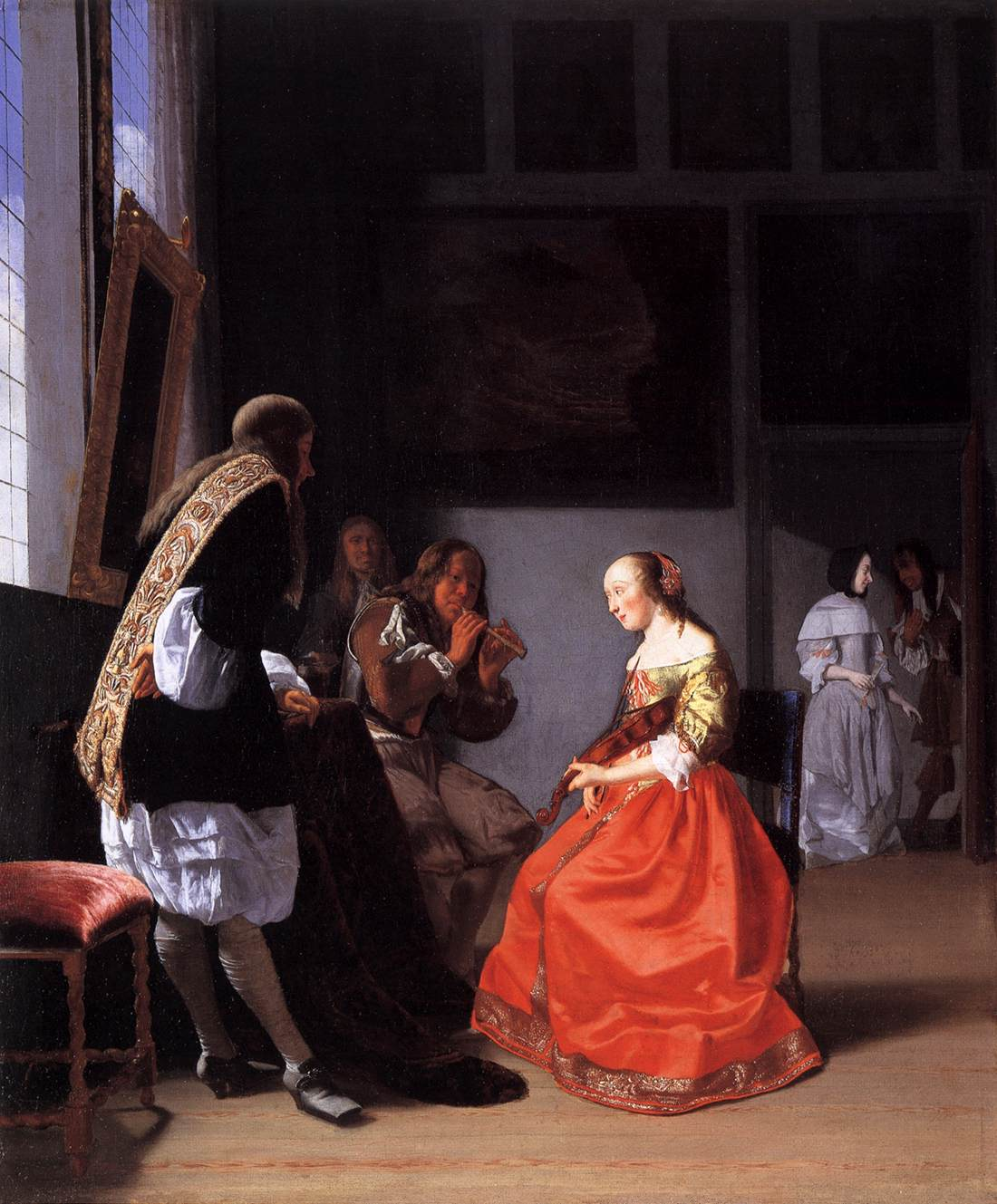
室内で音楽を演奏する仲間　(c.1668) クリーブランド美術館
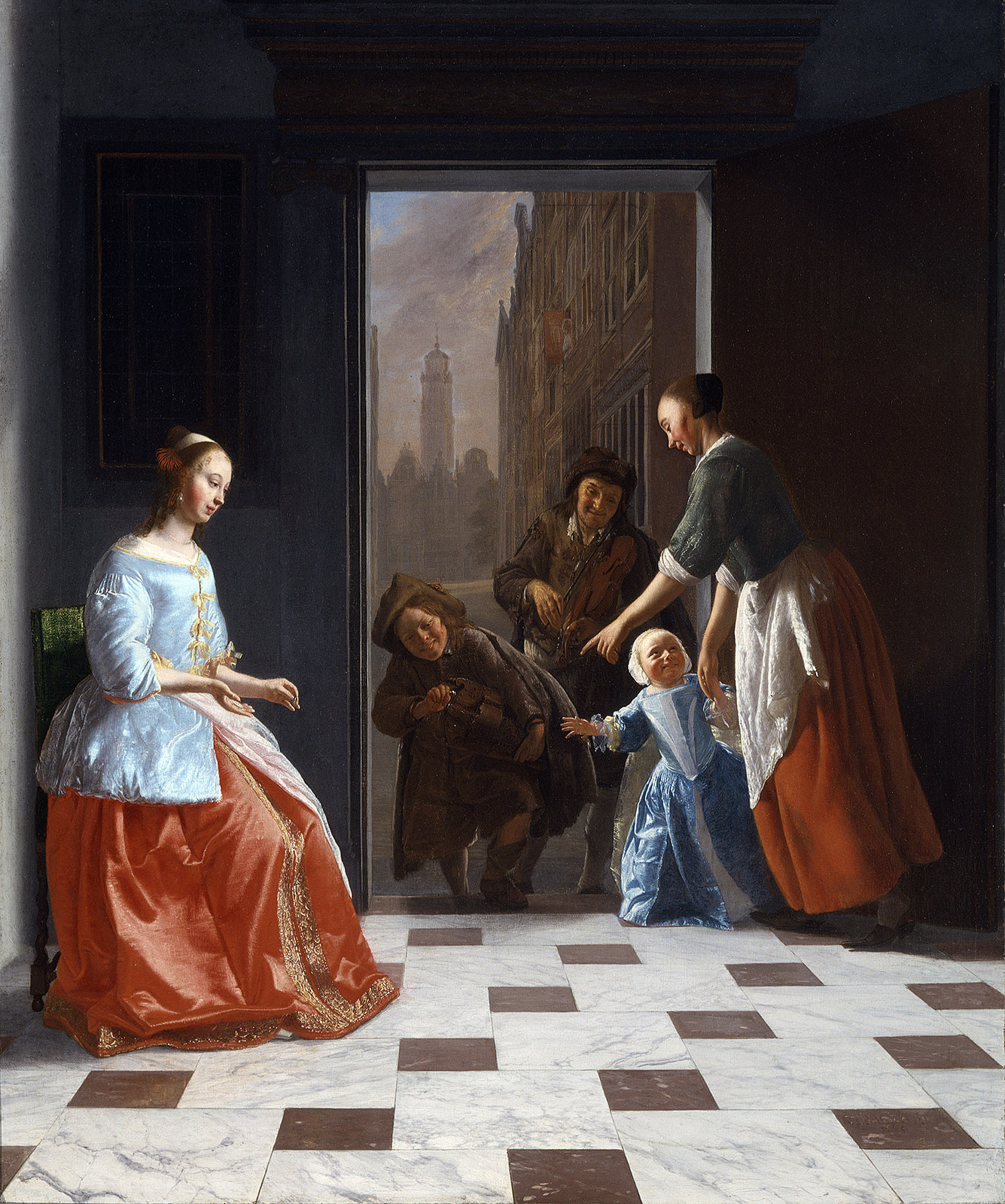
戸口に街頭音楽家が訪れた風景　(c.1668) セントルイス美術館